# M. Robert Aaron
M. Robert Aaron (* 21. August 1922 in Philadelphia; † 16. Juni 2007) war ein US-amerikanischer Elektroingenieur, der auf die Nachrichtentechnik spezialisiert war.

## Leben
Aaron machte den Bachelor im Jahr 1949, zwei Jahre später den Master in Elektrotechnik von der Universität Pennsylvania. Im selben Jahr begann er seine Arbeit in den Bell Laboratories. Dort half er beim Design von verschiedenen Übertragungssystemen, inklusive TAT-1, das erste transatlantische Telefonkabel. Er war auch entscheidender Mitarbeiter beim Design des T1, der Beginn des T-Trägersystems.

## Mitgliedschaften
Aaron war ein Mitglied des National Academy of Engineering (NAE), Fellow beim Institute of Electrical and Electronics Engineers und American Association for the Advancement of Science und Co-Empfänger der IEEE Alexander Graham Bell Medal im Jahre 1978.